# Kopanka, Jovkva
Kopanka (în ucraineană Копанка) este un sat în comuna Mokrotîn din raionul Jovkva, regiunea Liov, Ucraina.

## Demografie
Componența lingvistică a localității Kopanka
     Ucraineană (100%)
Conform recensământului din 2001, toată populația localității Kopanka era vorbitoare de ucraineană (100%).